# Un americà a París
|  | Aquest article tracta sobre un poema simfònic de George Gershwin. Si cerqueu la pel·lícula musical de 1951, vegeu «Un americà a París (pel·lícula)». |

Un americà a París és un poema simfònic del compositor estatunidenc George Gershwin que va compondre l'any 1928, inspirat en la seva estada a París.
Gershwin descriu musicalment les experiències viscudes per un visitant a aquella ciutat romàntica (llavors una meca per als compositors joves nord-americans). Aparentment hi ha un ordre en el caos de la imaginació hiperactiva de Gershwin, amb dues parts que contrasten dos aspectes de la ciutat.
La primera part, París de dia, alterna episodis d'activitat urbana frenètica, amb molt de moviment, amb botzines de cotxes, i amb visions més pausades de boirosos jardins pacífics i perfumats. La segona part, París de nit, que s'indica immediatament evocant una cadenza de violins, i que porta al passatge famós de blues de trompetes. El romanticisme de la nit parisenca se'ns dibuixa amb els saxòfons que evoquen els llums brillants d'un Club de Jazz, aquí boirós de fum. És inevitable veure-hi la imatge de Gene Kelly que va protagonitzar la pel·lícula del mateix nom i que va acabar d'immortalitzar la música.
Gershwin s'emportà algunes botzines de taxis parisencs per a l'estrena a Nova York el 13 de desembre de 1928 al Carnegie Hall amb la New York Philharmonic sota la direcció de Walter Damrosch.